# Kombissiri (departamento)
Kombissiri es un departamento de la provincia de Bazéga, en la región Centro-Sur, Burkina Faso. A 1 de julio de 2018 tenía una población estimada de 90 008 habitantes.
Se encuentra ubicado al norte de la frontera con Costa de Marfil y al sur de la capital del país, Uagadugú.